# Fated to Love You
Fated to Love You (chinois traditionnel : 命中注定我愛你 ; pinyin : Mìng zhòng zhù dìng wǒ ài nǐ) est une série télévisée taïwanaise en 24 épisodes de 90 minutes diffusée du 16 mars au 24 août 2008 sur TTV.
Cette série est inédite dans les pays francophones.

## Distribution
- Ethan Juan (en) : Ji Cun Xi / 紀存希 (Steven Ji)
- Joe Chen : Chen Xin Yi / Elaine / 陳欣怡 (Cindy Chen)
- Baron Chen (en) : Dylan / Dai Jian Ren (Kenneth Dai)
- Bianca Bai (en) : Anna / Shi An Na / Dai Xin Yi (Anna Shi / Cindy Dai)
- Tan Ai Zhen : Ji Wang Zhen Zhu / 紀汪珍珠 (Nonna / Guanda Ji)
- Patrick Li : Gu Chi / 古馳 (Richie)
- Wang Juan : Ji Liu Xiu Ling / 紀劉秀玲
- Tian Jia Da : Ji Zheng Ren / 紀正人 (Darren Ji)
- Na Wei Xun : Anson
- Luo Bei An : Wu Liu Liu / 烏溜溜 (Lucio Wu)
- Wei Min Ge : Wu Qi Qi / 烏柒柒 (Jojo Wu)
- Lin Mei Xiu : Chen Lin Xi Shi / 陳林西施 (Cynthia Chen)
- Jessica Song : Chen Qing Xia / 陳青霞 (Lindsey Chen)
- Zhong Xin Ling : Chen Feng Jiao / 陳鳳嬌 (Jennifer Chen)
- Miu Miu : Ji Bao Bei (Baby Ji)

## Musique
- Ouverture: "99次我愛他" (99 Times I Love Him) par Shorty Yuen
- Fin: "心願便利貼" (Sticky Note With Wishes) par Quack Wu et Shorty Yuen

### Bande sonore
1. "99次我愛他" (99 Times I Love Him) - Shorty Yuen
2. "心願便利貼" (Sticky Note With Wishes) - Quack Wu (吳忠明) et Shorty Yuen/Yuan Ruo Lan
3. "半情歌" (Half Love Song) - Shorty Yuen
4. "起步走" (Get Up and Go) - Quack Wu (吳忠明)
5. "我的快樂" (My Happiness) - Walkie Talkie
6. "I'm OK" - Shorty Yuen/Yuan Ruo Lan
7. "吹吹風" (Blowing Wind) - Gary Chaw
8. "對摺" Dui Ze (Fold) - Shorty Yuen
9. "心願便利貼" - KALA版 (Sticky Note With Wishes) - version de Kala
10. "半情歌" - KALA版 (Half Love Song) - version de Kala
11. "99次我愛他" - KALA版 (99 Times I Love Him) - version de Kala
12. "起步走" - KALA版 (Get Up and Go) - Kala version
13. "半情歌_療傷情弦" (吉他抒情版) (Half Love Song-guitar version) - instrumental
14. "心願便利貼_浪漫溫馨" (溫馨版) (Sticky Note With Wishes-gentle version) - instrumental
15. "99次我愛他_夢幻音樂盒" (音樂盒完整版) (99 Times I Love Him-music box version) - instrumental

## Autres versions
- Fated to Love You (MBC, 2014)